# A Social Climber
A Social Climber è un cortometraggio muto del 1917 diretto da Otis Thayer. Prodotto dalla Selig Polyscope Company, aveva come interpreti Frederick Eckhart, Casson Ferguson e Louiszita Valentine, un'attrice che proveniva dal teatro.

## Produzione
Il film fu prodotto dalla Selig Polyscope Company.

## Distribuzione
Distribuito dalla General Film Company, il film - un cortometraggio in due bobine - uscì nelle sale cinematografiche statunitensi nel maggio 1917.